# Polenova (krater)
Polenova är en nedslagskrater med en diameter på 41 kilometer, på planeten Venus. Polenova har fått sitt namn efter konstnären Jelena Polenova.